# Напад на Ес-Сухна (2023)
17 лютого 2023 року в пустелі на південний захід від міста Ес-Сухна в сирійській провінції Хомс загін бойовиків угруповання «Ісламська держава» атакували групу фермерів та їхній супровід із числа сирійських військових. Внаслідок нападу загинули щонайменше 61 мирний житель та 7 військовослужбовців урядової армії. Напад стався невдовзі після попередньої акції ІД у тому ж районі, коли бойовики викрали та стратили 16 мирних жителів.
Цей інцидент став однією з найбільших акцій сирійських ісламістів з 2018 року.